# Pseudoplectella dentatum
Pseudoplectella dentatum är en svampdjursart som beskrevs av Konstantin R. Tabachnick 1990. Pseudoplectella dentatum ingår i släktet Pseudoplectella och familjen Euplectellidae.
Artens utbredningsområde är havet utanför Chile. Inga underarter finns listade i Catalogue of Life.